# Kaze o mita shōnen
Kaze o mita shōnen (風を見た少年? lett. "Il ragazzo che ha visto il vento") è un film d'animazione del 2000 diretto da Kazuki Ōmori.
Il soggetto è basato sull'omonimo romanzo di C. W. Nicol. Uscì nelle sale il 22 luglio 2000 e fu trasmesso in televisione in Sud America ed in Spagna dalla HBO, in Francia dall'AK Video e in Russia dalla MC Entertainment, mentre in Italia è inedito. Ne venne tratta anche un'opera teatrale dalla Atom Theater Company.

## Trama
Il giovane Amon ha il potere misterioso dell'antico "popolo del vento". Suo padre, un brillante scienziato militare dell'Impero del Serpente d'oro, non vuole usare i suoi poteri per le armi di distruzione di massa. Brucia le sue carte e il suo laboratorio e cerca di fuggire dal Paese con la sua famiglia, ma viene ucciso nel tentativo. Amon viene fatto prigioniero dal sovrano dispotico dell'Impero, Branik, intenzionato a sfruttarlo per produrre una nuova superarma. Amon fugge a Heart Island quando un'aquila gli spiega come vedere il vento e volare. A Heart Island, egli impara un po' sulla storia del popolo del vento da un orso. Quindi vola via e si stabilisce in un piccolo villaggio di pescatori. Lì, fa amicizia con una ragazza della sua stessa età, Maria. Quando Branik e l'Impero del Serpente d'oro lanciano un attacco al villaggio, la famiglia di Maria viene uccisa e Maria fugge con Amon. Alla fine i due vengono riacciuffati: lei viene gettata in prigione e lui costretto a lavorare alle armi. Ed è qui che Amon si unisce a una piccola rivoluzione contro Branik.

## Personaggi
Amon
Un ragazzo con poteri dell'antico "popolo del vento". Può creare piccole sfere di luce, chiamate "giochi di luce" e conversare con gli animali. Alla fine scopre la capacità di vedere il vento e volare, così come altri poteri.
Branik
Il dominatore dispotico dell'Impero del Serpente d'oro.
Maria
Una ragazza di un villaggio di pescatori; fa amicizia con Amon.
Lucia
Uno scienziato, assistente del padre di Amon, che diventa il capo della produzione delle armi dell'Impero del Serpente d'oro.

## Accoglienza
Un recensore di Mania.com elogia il film per la sua grafica «splendidamente disegnata e animata» e la sua fotografia. Tuttavia, lo definisce un'imitazione dei film di Hayao Miyazaki quali Nausicaä della Valle del vento e Laputa - Castello nel cielo.